# Venă temporală superficială
Vena temporală superficială este o venă a părții laterale a capului. Începe pe partea laterală și vertexul craniului într-o rețea de vene care comunică cu vena frontală și vena supraorbitală, cu vena corespunzătoare a laturii opuse și cu vena auriculară posterioară și vena occipitală . În cele din urmă traversează rădăcina posterioară a arcului zigomatic, intră în glanda parotidă și se unește cu vena maxilară internă pentru a forma vena facială posterioară . 

## Anatomie
Începe pe partea laterală și a vertexul craniului într-o rețea (plex) care comunică cu vena frontală,  vena supraorbitală, cu vena corespunzătoare a laturii opuse, cu vena auriculară posterioară și vena occipitală . 
Din această rețea se dezvoltă ramuri frontale și parietale și se unesc deasupra arcului zigomatic pentru a forma trunchiul venei temporale, care se unește cu vena temporală mijlocie și iese din mușchiul temporal. 
Apoi traversează rădăcina posterioară a arcului zigomatic, intră în parenchimul glandei parotide și se unește cu vena maxilară internă pentru a forma vena retromandibulară. 

### Afluenţii
Vena temporală superficială primește pe traseul său următoarele vene: 
- unele vene parotide
- vene articulare din articulația temporomandibulară
- vene auriculare anterioare din auriculă
- vena facială transversală de la față.